# Guinarthe
Pour les articles homonymes, voir Guinarthe.
Guinarthe est une ancienne commune française du département des Pyrénées-Atlantiques. Le 20 juin 1842, la commune fusionne avec Parenties pour former la nouvelle commune de Parenties-Guinarthe. Le 16 mai 1845 la commune devient Guinarthe-Parenties.

## Géographie
Le village est situé au sud de Sauveterre-de-Béarn.

## Toponymie
Le toponyme Guinarthe apparaît sous les formes 
Guinarte (1385, censier de Béarn), 
Guinarta (vers 1540, réformation de Béarn),  
Sanctus Martinus de Guinarte (1612, insinuations du diocèse d'Oloron), 
Parenties-Guinarthe lors de sa réunion avec Parenties, le 20 juin 1842 et 
Guinarthe-Parenties le 16 mai 1845.

Son nom béarnais est Guinarte.

## Histoire
Paul Raymond note qu'en 1385, Guinarthe comptait 13 feux et dépendait du bailliage de Sauveterre. 
Au XVIIe siècle, une partie de la seigneurie de Guinarthe appartenait au chapitre de Saint-Esprit, maintenant quartier intégré à Bayonne.

## Démographie
| 1793 | 1800 | 1806 | 1821 | 1831 | 1836 |
| ---- | ---- | ---- | ---- | ---- | ---- |
| 137  | 99   | 142  | 154  | 142  | 141  |

## Pour approfondir